# Wonder Woman (película de 1974)
Wonder Woman es una película basada en el personaje del mismo nombre de DC Comics, dirigido por Vincent McEveety y protagonizada por Cathy Lee Crosby. La película era un piloto para una serie de televisión que fue considerada por ABC. Las críticas fueron descritas como «respetables pero no exactamente maravillosas» y ABC no adquirió el piloto.
En cambio, Warner Brothers y ABC desarrollaron un concepto diferente de Wonder Woman para televisión que encajó más que la presentación tradicional del personaje, el cual fue creado por William Moulton Marston alejándose de la era de 1968-1972 que había influido en el piloto. The New Original Wonder Woman, el cual se estrenó en 1975, protagonizado por Lynda Carter y condujo eventualmente a la serie, La Mujer Maravilla. Más tarde Crosby afirmó que se le ofreció la oportunidad de repetir el papel en dicha serie.

## Producción
Como esta película fue producida durante la Historia de La Mujer Maravilla, Wonder Woman (Cathy Lee Crosby) no usó el traje del cómic incluyendo la marca registrada de la tiara y su "identidad secreta" de Diana Prince no era todo ese secreto (fue restaurado en 1973). La película sigue a Wonder Woman, asistente del agente gubernamental Steve Trevor (Kaz Garas) mientras persigue a un villano llamado Abner Smith (Ricardo Montalban) que ha robado un conjunto de libros de códigos con información clasificada sobre agentes del gobierno de los Estados Unidos.

## Elenco
- Cathy Lee Crosby como Mujer Maravilla/Diana Prince.
- Kaz Garas como Steve Trevor.
- Charlene Holt como Hippolyta.
- Ricardo Montalban como Abner Smith.
- Richard X. Slattery como el coronel Henkins.
- Andrew Prine como George Calvin.
- Anitra Ford como Ahnjayla.
- Beverly Gill como Dia.
- Sandy Gaviola como Ting.
- Robert Porter como Joe.
- Jordan Rhodes como Bob.
- Donna Garrett como Cass.
- Roberta Brahm como Zoe.
- Thom Carney como Fred.
- Ed McCready como Wesley.